# Popovská bříza
Popovská bříza je památný strom v zaniklé vsi Popov u Jáchymova. Samostatně stojící bříza bělokorá (Betula pendula) má výšku 22 m a měřený obvod kmene 292 cm (měření 2022). Stáří je odhadováno na 100 až 130 let (stav k roku 2022). Jedná se zřejmě o nejstarší a největší břízu v Česku (stav k roku 2022). Strom je chráněn od roku 2003 pro svůj vzrůst a estetickou hodnotu. V roce 2022 se stal finalistou ankety Strom roku.

## Stromy v okolí
- Horní Popovská lípa
- Dolní Popovská lípa
- Popovský jasan